# Crocus wattiorum
Crocus wattiorum là một loài thực vật có hoa trong họ Diên vĩ. Loài này được (B.Mathew) B.Mathew miêu tả khoa học đầu tiên năm 2000 publ. 2001.